# Liste von Sakralbauten in Frankfurt am Main

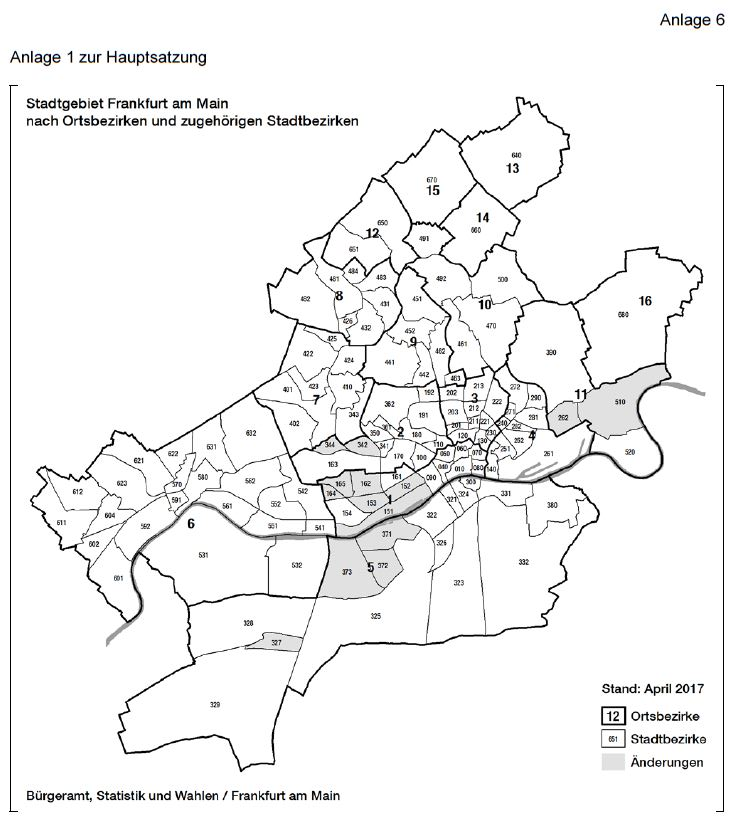
Frankfurt am Main nach Ortsbezirken und zugehörigen Stadtbezirke im Jahr 2020

Die Liste von Sakralbauten in Frankfurt am Main enthält Kirchen und sonstige Sakralbauten in Frankfurt am Main.

## Christentum
Die Liste enthält die Namen von etwa 180 christlichen Gotteshäusern in Frankfurt am Main, ihre Lage im Stadtgebiet und die Bauzeit. Weitergehende Informationen enthalten die Artikel der jeweiligen Kirchen. Außer den Kirchengebäuden sind auch Gemeindezentren mit Kirchsaal aufgeführt. Es gibt 77 evangelische, 67 katholische, etwa 25 weitere christliche Sakralbauten und neun inzwischen weltlich genutzte, ehemalige Gotteshäuser. Die unterschiedlichen Konfessionen sind vermerkt. Nähere Informationen enthält der Artikel Religionen in Frankfurt am Main. Eine weitere Tabelle enthält die abgegangenen Kirchen.
| Foto               | Kirchenname                                       | Stadtteil, Straße, Standort                                                            | Bauzeit                                   | Konfession            | Bemerkungen |
| ------------------ | ------------------------------------------------- | -------------------------------------------------------------------------------------- | ----------------------------------------- | --------------------- | --- |
|                    | Kaiserdom St. Bartholomäus                        | Altstadt Domplatz (Standort)                                                           | ab 1235, 1415–1513, 1869–1880             | katholisch            | Wahl- und Krönungsort römisch-deutscher Kaiser, Baumeister: Madern Gerthener, Franz Josef Denzinger; Baudenkmal, Dotationskirche, gehört zum Frankfurter Stadtgeläute |
| Alte Nikolaikirche | Alte Nikolaikirche                                | Altstadt Römerberg (Standort)                                                          | ab 1200, 1458–1467                        | evangelisch           | ehemalige Ratskirche, Baumeister: Eberhard Friedberger, Bartholomäus von Schopfheim, Hans von Lich; Baudenkmal, Dotationskirche, gehört zum Frankfurter Stadtgeläute |
|                    | Leonhardskirche                                   | Altstadt Am Leonhardstor (Standort)                                                    | ab 1220, 1434, 1500–1520                  | katholisch            | Baumeister: Madern Gerthener, Hans von Bingen, Hans Baltz; Baudenkmal, Dotationskirche, gehört zum Frankfurter Stadtgeläute |
|                    | Paulskirche                                       | Altstadt Paulsplatz (Standort)                                                         | 1787, 1829–1833, 1948                     | säkular               | Tagungsort der Frankfurter Nationalversammlung, Baumeister: Johann Andreas Liebhardt, Johann Friedrich Christian Hess; Wiederaufbau durch Rudolf Schwarz; Baudenkmal, gehört zum Frankfurter Stadtgeläute                                                                                 |
|                    | Liebfrauenkirche                                  | Altstadt Liebfrauenberg (Standort)                                                     | 1344, 1420–1425, 1506–1509, 1824, 1955/56 | katholisch            | Baumeister: Madern Gerthener, Jörg Österreicher, Friedrich Rumpf; Baudenkmal, Dotationskirche, gehört zum Frankfurter Stadtgeläute |
|                    | Heiliggeistkirche des Dominikanerklosters         | Altstadt Dominikanergasse (Standort)                                                   | ab 1233, 1259, 1470–1472, 1955–1957       | evangelisch           | Baumeister: Jörg Österreicher, nach Kriegszerstörung von Gustav Scheinpflug wiederaufgebaut; Sitz des evangelischen Regionalverbandes; Baudenkmal, Dotationskirche, gehört zum Frankfurter Stadtgeläute                                                                                   |
|                    | Karmeliterkirche                                  | Altstadt Karmelitergasse (Standort)                                                    | ab 1246, 1424, 1460–1523, 1955–1957, 1989 | säkular               | Baumeister: Madern Gerthener, 1803 säkularisiert, 1944 zerstört; als Museum wiederaufgebaut von Josef Paul Kleihues; Baudenkmal, gehört zum Frankfurter Stadtgeläute |
|                    | Katharinenkirche                                  | Innenstadt An der Hauptwache (Standort)                                                | 1681, 1950–1954                           | evangelisch           | barocke Predigtkirche von Melchior Heßler, Wiederaufbau von Theo Kellner, Wilhelm Massing; Baudenkmal, Dotationskirche, gehört zum Frankfurter Stadtgeläute |
|                    | Peterskirche                                      | Innenstadt Bleichstraße 33 (Standort)                                                  | 1892–1895, 2007                           | evangelisch           | neugotische Kirche von Georg Dinklage und Hans Grisebach, zur Jugendkulturkirche umgebaut von Johann Eisele; Baudenkmal, Dotationskirche, gehört zum Frankfurter Stadtgeläute |
|                    | Unitarische Weihehalle                            | Innenstadt Fischerfeldstraße 16 (Standort)                                             | 1957–1960                                 | unitarisch            | ovale Grundrissform, Architekt: Alfred Schild; Baudenkmal |
|                    | Justinuskirche                                    | Höchst Justinusplatz (Standort)                                                        | 9. Jhd., 1090, 1441, um 1500              | katholisch            | früh- und hochgotische Kirche von Baumeister Steffan von Irlebach; Baudenkmal |
|                    | Höchster Stadtkirche                              | Höchst Leverkuser Straße (Standort)                                                    | 1877–1882                                 | evangelisch           | Backsteinkirche im Stil der Neorenaissance von Adolf Heyden und Walter Kyllmann; Baudenkmal |
|                    | St. Josef                                         | Höchst Hostatostraße 12 (Standort)                                                     | 1907–1908                                 | katholisch            | neoromanische dreischiffige Basilika von Richard Saran; Baudenkmal |
|                    | Deutschordenskirche                               | Sachsenhausen Brückenstraße 5 (Standort)                                               | ab 1400, 1747–1751, 1881                  | katholisch            | gotische Saalkirche mit barocker Westfront von Ferdinand Kirchmeyer; Baudenkmal |
|                    | Dreikönigskirche                                  | Sachsenhausen Dreikönigsstraße 32 (Standort)                                           | 1875–1880                                 | evangelisch           | neugotische Kirche mit stadtbildprägendem Turm von Franz Josef von Denzinger; Baudenkmal, Dotationskirche, gehört zum Frankfurter Stadtgeläute |
|                    | Lukaskirche                                       | Sachsenhausen Gartenstraße 67 (Standort)                                               | 1912/13; neu: 1953                        | evangelisch           | Jugendstilkirche von Carl Friedrich Wilhelm Leonhardt |
|                    | St. Bonifatius                                    | Sachsenhausen Holbeinstraße 70 (Standort)                                              | 1926–1927                                 | katholisch            | Eisenbetonkonstruktion mit Klinkerfassade von Martin Weber, zur Jugendkirche umgebaut; Baudenkmal |
|                    | Osterkirche                                       | Sachsenhausen Mörfelder Landstraße 214 (Standort)                                      | 1959, 2012                                | evangelisch           | Beton- und Natursteinkirche von Rudolf Schanty |
|                    | St. Aposteln                                      | Sachsenhausen Ziegelhüttenweg 149 (Standort)                                           | 1961–1963                                 | katholisch            | Architekten: Georg Müller, Helmut Müller; Baudenkmal |
|                    | Bergkirche                                        | Sachsenhausen Sachsenhäuser Landwehrweg 157 (Standort)                                 | 1964–1966                                 | evangelisch           | kubischer Bau von Werner W. Neumann; Baudenkmal |
|                    | St. Wendel                                        | Sachsenhausen Altes Schützenhüttengäßchen 6 (Standort)                                 | 1956–1957                                 | katholisch            | Natursteinkirche von Johannes Krahn; Baudenkmal |
|                    | Seminarkirche Sankt Georgen                       | Sachsenhausen Offenbacher Landstraße 224 (Standort)                                    | 1993                                      | katholisch            | Seminarkirche der Philosophisch-Theologischen Hochschule Sankt Georgen von Ernst Studer |
|                    | Herz-Marien-Kirche                                | Sachsenhausen Auf dem Mühlberg 14 (Standort)                                           | 1954–1959                                 | katholisch            | Architekt: Josef Ruf; Nutzer: Polnische Gemeinde; Baudenkmal |
|                    | Claretinerkapelle                                 | Sachsenhausen Hühnerweg 25 (Standort)                                                  | 1949                                      | katholisch            | Seminarkapelle von Josef Ruf; heutige Nutzer: Slowenische Gemeinde |
|                    | Neuapostolische Kirche                            | Sachsenhausen Großer Hasenpfad 40 (Standort)                                           | 1958, 2011                                | neuapostolisch        | Die Kirche wurde am 15. Juni 2011 eingeweiht. Ursprünglich bestand dort eine alte Kirche aus dem Jahr 1958 |
|                    | Weißfrauenkirche                                  | Bahnhofsviertel Gutleutstraße 20 (Standort)                                            | 1955–1956                                 | evangelisch           | Ersatzgebäude von Werner W. Neumann für kriegszerstörte Weißfrauenkirche; Baudenkmal; seit 2005 als Diakoniekirche genutzt |
|                    | Gutleutkirche                                     | Gutleutviertel Gutleutstraße 121 (Standort)                                            | 1958                                      | säkular               | zur Kirche umgebauter Gemeinderaum in Häuserzeile von Rudolf Schanty, seit 2012 sozial genutzt |
|                    | Hirtenkapelle                                     | Gutleutviertel Wurzelsiedlung, Hirtenstraße 1 (Standort)                               | 1953                                      | evangelisch           | einfache Kapelle in Holzbauweise |
|                    | Matthäuskirche                                    | Gallus Friedrich-Ebert-Anlage 33 (Standort)                                            | 1905, 1952–1955                           | evangelisch           | neugotische Kirche von Friedrich Pützer, wiederaufgebaut von Ernst Görcke, Innengestaltung von Georg Meistermann als Kulturdenkmal |
|                    | St. Gallus                                        | Gallus Mainzer Landstraße 295 (Standort)                                               | 1909, 1954                                | katholisch            | Architekt: Hans Busch |
|                    | Friedenskirche                                    | Gallus Frankenallee 150 (Standort)                                                     | 1925–1928, 1953                           | evangelisch           | Ziegelbau mit monumentaler Turmwand von Karl Blatter; Baudenkmal |
|                    | Maria-Hilf-Kirche                                 | Gallus Rebstöcker Straße 70 (Standort)                                                 | 1950–1951                                 | katholisch            | Hermann Mäckler und Alois Giefer, Baudenkmal |
|                    | Versöhnungskirche                                 | Gallus Sondershausenstraße 51 (Standort)                                               | 1965                                      | orthodox              | ehemals evangelische Hallenkirche von Gustav Friedrich Scheinpflug, 2013 zur serbisch-orthodoxen Kirche umgenutzt |
|                    | Eben-Ezer-Kirche                                  | Gallus Ludwigstraße 29 (Standort)                                                      | 1907                                      | freikirchlich         | Bis 1998 evangelisch-methodistische Eben-Ezer-Gemeinde. Heute Sitz der Frankfurt City Church |
|                    | Christuskirche                                    | Westend Beethovenplatz 11 (Standort)                                                   | 1881–1883, 1976–1977                      | ökumenisch            | neugotische Kirche von Aage von Kauffmann, seit 1978 ökumenisches Zentrum (evangelisch, serbisch-orthodox, Oromo); Baudenkmal |
|                    | St. Ignatius                                      | Westend Gärtnerweg 56 (Standort)                                                       | 1963–1965                                 | katholisch            | Architekt: Gottfried Böhm; Baudenkmal |
|                    | Christ the King Kirche                            | Westend Sebastian-Rinz-Straße (Standort)                                               | 1956–1958                                 | anglikanisch          | US-amerikanische Episkopalkirche von Johannes Schmidt |
|                    | St. Antonius                                      | Westend Savignystraße 15 (Standort)                                                    | 1899–1900                                 | katholisch            | neugotische Kirche |
|                    | Evangelisch-reformierte-Kirche West               | Westend Freiherr-vom-Stein-Straße 8 (Standort)                                         | 1907, 1955, 2004                          | evangelisch           | zeitgenössische Rundkirche |
|                    | Georgioskirche                                    | Westend Grüneburgpark, Sebastian-Rinz-Straße 2a (Standort)                             | 1950, 1990                                | orthodox              | Baudenkmal; Griechisch-orthodoxe Gemeinde |
|                    | St.-Jakobs-Kirche                                 | Bockenheim Kirchplatz 9 (Standort)                                                     | 1365, 1634, 1767, 1852–1853, 1956         | evangelisch           | spätgotischer Gebäudekern, im Barock mehrfach umgebaut, klassizistischer Turm von Baumeister Brandt, wiederaufgebaut von Helmuth Hartwig; Baudenkmal |
|                    | Markuskirche                                      | Bockenheim Markgrafenstraße 14 (Standort)                                              | 1912, 1952, 2005                          | evangelisch           | Jugendstilkirche von Ernst Faust, wiederaufgebaut von Helmuth Hartwig, zum Zentrum für Verkündigung umgebaut; Baudenkmal |
|                    | St. Elisabeth                                     | Bockenheim Elisabethenplatz (Standort)                                                 | 1868–1870, 1948                           | katholisch            | neugotische Kirche vereinfacht wiederaufgebaut;Baudenkmal |
|                    | Frauenfriedenskirche                              | Bockenheim Zeppelinallee 99 (Standort)                                                 | 1927–1929                                 | katholisch            | moderne Kirche mit monumentalem Frontturm von Hans Herkommer; Baudenkmal |
|                    | Elisabethenkrankenhaus-Kapelle                    | Bockenheim Ginnheimer Straße 3 (Standort)                                              | 1954                                      | katholisch            | Krankenhauskapelle von Hermann Mäckler und Alois Giefer |
|                    | Kapelle des Sankt Katharinen-Krankenhauses        | Bornheim Seckbacher Landstraße 65 (Standort)                                           | 1960                                      | katholisch            | Krankenhauskapelle von Hermann Mäckler und Alois Giefer |
|                    | Studentenhauskapelle                              | Bockenheim Jügelstraße 1 (Standort)                                                    | 1951–1953                                 | ökumenisch            | Kapelle von Otto Apel-Letocha-Rohrer-Herdt; Baudenkmal |
|                    | Dreifaltigkeitskirche                             | Bockenheim Kuhwaldsiedlung, Funckstraße 16 (Standort)                                  | 1966                                      | evangelisch           | moderne Kirche mit Gemeindesaal als Brückenbau von Werner W. Neumann; Baudenkmal |
|                    | St. Pius                                          | Bockenheim Kuhwaldsiedlung, Philipp-Fleck-Straße 13 (Standort)                         | 1957                                      | katholisch            | Architekten: Walter Nicol, Hans Busch |
|                    | Neuapostolische Kirche Frankfurt-Bockenheim       | Bockenheim Sophienstraße 50 (Standort)                                                 | 1925                                      | neuapostolisch        | Die NAK-interne Bezeichnung lautet: Gemeinde Frankfurt-West |
|                    | Koptisch-orthodoxe Markuskirche                   | Bockenheim Lötzenerstraße 33 (Standort)                                                | 1963, 1998                                | orthodox              | ehemaliges Bürgerhaus wird von der koptisch-orthodoxen Gemeinde als Kirche genutzt |
|                    | Sophia-Kirche                                     | Bockenheim Frauenlobstraße 2 (Standort)                                                | 2001                                      | Christen-gemeinschaft | zeitgenössische Kirche der Frankfurter Gemeinde der Christengemeinschaft – Bewegung für religiöse Erneuerung. Architekt: Nikolaus Ruff |
|                    | Griechisch-orthodoxe Kirche                       | Bockenheim Solmstraße 1 (Standort)                                                     | 1951                                      | orthodox              | ehemals evangelische Kirche der Dreifaltigkeitsgemeinde seit 1966 von der griechisch-orthodoxen Gemeinde Prophet Elias genutzt |
|                    | Lutherkirche                                      | Nordend Martin-Luther-Platz 1 (Standort)                                               | 1889, 1955, 2004                          | evangelisch           | neugotische Kirche von Ludwig Neher und Aage von Kauffmann wiederaufgebaut von Ernst Görcke, umgebaut von Reiner Ganz; Baudenkmal |
|                    | St. Bernhard                                      | Nordend Koselstraße 11 (Standort)                                                      | 1906                                      | katholisch            | neoromanische Kirche von Hans Rummel; überkuppelter Zentralbau mit Doppelturmfassade und halbrund zwischen symmetrischen Anbauten endendem Chor; Ausmalungen durch Heinrich Nüttgens |
|                    | Gethsemanekirche                                  | Nordend Eckenheimer Landstraße 90 (Standort)                                           | 1968–1969                                 | evangelisch           | Architekt: Hans Georg Heimel; Baudenkmal |
|                    | Epiphaniaskirche                                  | Nordend Holzhausenstraße 6 (Standort)                                                  | 1900–1903, 1954                           | evangelisch           | neugotische Basilika von Aage von Kauffmann wiederaufgebaut von Karl Wimmenauer; Baudenkmal |
|                    | St. Michael                                       | Nordend Gellertstraße 37 (Standort)                                                    | 1953–1954, 1962                           | katholisch            | Hallenkirche auf ellipsenförmigem Grundriss von Rudolf Schwarz, Karl Wimmenauer; Baudenkmal, seit 2007 Teil des Fachzentrums für Trauerseelsorge des Bistums Limburg |
|                    | St. Josef                                         | Bornheim Berger Straße 135 (Standort)                                                  | 1875–1877, 1931–1932                      | katholisch            | Gewölbebasilika einer modern geprägten Neogotik von Hans und Christoph Rummel; nördlich am Chor neogotischer Vorgängerbau nach Plänen von Max Meckel; Baudenkmal |
|                    | Diakonissenkirche                                 | Nordend Holzhausenstraße 70 (Standort)                                                 | 1897, 1959                                | evangelisch           | Ersatzgebäude von Meixner und Lueken anstelle der kriegszerstörten neugotischen Basilika von Alfred Günther |
|                    | Immanuelkirche                                    | Nordend Nibelungenallee 54 (Standort)                                                  | 1956                                      | evangelisch           | Architekt: Karl H. Weider, erbaut anstelle der im Krieg zerstörten Immanuelkirche von 1902 (heute Epiphaniaskirche), seit 1977 von der englischsprachigen Trinity Lutheran Church genutzt                                                                                                 |
|                    | Christuskirche                                    | Nordend Merianplatz 13 (Standort)                                                      | 1888                                      | evangelisch           | Neogotische Backsteinkirche mit Fassadenturm von Carl Baresel und Carl Julius Bauer; früher Zionskirche, heute Methodistische Gemeinde; Baudenkmal |
|                    | St. Albert                                        | Nordend nahe Dornbusch Bertramstraße (Standort)                                        | 1937–1938, 1957, 1962                     | katholisch            | moderner Bau von Martin Weber |
|                    | Wartburgkirche                                    | Nordend Hartmann-Ibach-Straße 108 (Standort)                                           | 1960–1962                                 | evangelisch           | Naturstein-, Backstein- und Betonbau auf sechseckigem Grundriss von Werner W. Neumann; Baudenkmal |
|                    | Adventkirche                                      | Nordend Eschenheimer Anlage 32 (Standort)                                              | 1956                                      | freikirchlich         | Freikirche der Siebenten-Tags-Adventisten |
|                    | Freie Christengemeinde Frankfurt                  | Nordend Eckenheimer Landstraße 180 (Standort)                                          |                                           | freikirchlich         | Freie Christengemeinde Frankfurt e. V., Mitglied im Bund Freikirchlicher Pfingstgemeinden |
|                    | Neuapostolische Kirche Frankfurt-Nordend          | Nordend Luisenstraße 3 (Standort)                                                      | 1918                                      | neuapostolisch        | Die NAK-interne Bezeichnung lautet: Gemeinde Frankfurt-Ost |
|                    | Allerheiligenkirche                               | Ostend Thüringer Straße 29 (Standort)                                                  | 1953                                      | katholisch            | Architekten: Hermann Mäckler, Alois Giefer, Baudenkmal |
|                    | Neue Nicolaikirche                                | Ostend Rhönstraße 32 (Standort)                                                        | 1909, 1954–1956                           | evangelisch           | historisierende Kirche von Curjel & Moser, nach Kriegszerstörung verändert wiederaufgebaut von Hans Bartholmes; historischer Turm denkmalgeschützt |
|                    | Trinitatiskirche                                  | Ostend Theobald-Christ-Straße 23 (Standort)                                            | 1956                                      | evangelisch           | Architekt: J. von Larratsch |
|                    | Nord-Ost-Kirche                                   | Ostend Wingertstraße 19 (Standort)                                                     | 1889, 1958–1960                           | evangelisch           | Architekt: Fritz Coutandin |
|                    | Baptistenkirche Frankfurt-Ostend                  | Ostend Am Tiergarten 50 (Standort)                                                     |                                           | freikirchlich         | Baptistengemeinde |
|                    | Johanniskirche                                    | Bornheim Turmstraße 12 (Standort)                                                      | 1752–1753, 1778–1779                      | evangelisch           | tonnengewölbte barocke Saalkirche von Johann Andreas Liebhardt, Baudenkmal |
|                    | Heilandskapelle                                   | Bornheim Saalburgalle 9 (Standort)                                                     | 2007                                      | ökumenisch            | Kapelle im Alten- und Pflegeheim Haus Saalburg |
|                    | Heilig-Kreuz-Kirche                               | Bornheim Martin-Weber-Platz (Standort)                                                 | 1928–1929                                 | katholisch            | moderne kubische Kirche in Stahlskelettbauweise von Martin Weber, Baudenkmal, seit 2007 als Meditationskirche Teil des Heilig-Kreuz – Zentrums für christliche Meditation und Spiritualität des Bistums Limburg                                                                           |
|                    | Katharinenkrankenhaus-Kapelle                     | Bornheim Seckbacher Landstraße 65 (Standort)                                           | 1950–1960                                 | katholisch            | Krankenhauskapelle von Hermann Mäckler und Alois Giefer, Baudenkmal |
|                    | Gnadenkirche                                      | Bornheim Comeniusstraße 39 (Standort)                                                  | 1855                                      | säkular               | 1950 eingeweihte Kirche in einem klassizistischen Orangeriebau, 2001 Auflösung der Gemeinde; Baudenkmal |
|                    | Herz-Jesu-Kirche                                  | Oberrad Mathildenstraße 32 (Standort)                                                  | 1891–1893                                 | katholisch            | Baudenkmal |
|                    | Erlöserkirche                                     | Oberrad Melanchtonplatz 54 (Standort)                                                  | 1912–1914, 1956                           | evangelisch           | neoromanische Kirche von Karl Blattner, wiederaufgebaut von Alfred Schild |
|                    | Mutter-vom-Guten-Rat-Kirche                       | Niederrad Bruchfeldstraße 51 (Standort)                                                | 1933                                      | katholisch            | Architekt Hans Rummel |
|                    | Paul-Gerhardt-Gemeindezentrum                     | Niederrad Gerauer Straße 52 (Standort)                                                 | 1926                                      | evangelisch           | moderne Kirche von Gottlob Schaupp |
|                    | Paul-Gerhardt-Kirche                              | Niederrad Kelsterbacher Straße 41 (Standort)                                           | 1726, 1951–1952                           | evangelisch           | barocke Saalkirche, Wiederaufbau von Hans Bartolmes; Baudenkmal |
|                    | Dankeskirche                                      | Schwanheim Am Goldsteinpark 1 (Standort)                                               | 1954                                      | evangelisch           | schlichter Bau von Ernst Görcke |
|                    | Josefshaus                                        | Schwanheim Am Abtshof 2 (Standort)                                                     | 1687                                      | katholisch            | Barocke Saalkirche St. Mauritius; nach dem Neubau der katholischen Mauritiuskirche umgebaut; der Chorraum der alten Pfarrkirche ist fast vollständig erhalten und wird heute als Werktagskapelle der Pfarrei genutzt; der restliche Kirchenraum wird als Kindergarten genutzt; Baudenkmal |
|                    | St. Mauritius                                     | Schwanheim Mauritiusstraße 10 (Standort)                                               | 1899–1901                                 | katholisch            | Neogotische Hallenkirche (Putzbau mit Sandsteingliederungen) von 1899–1901 mit Frontturm als weithin sichtbare Landmarke. Querhaus und Polygonalchor in exponierter Lage der Mainlandschaft. Im Volksmund „Dom des Maingaus“                                                              |
|                    | Martinuskirche                                    | Schwanheim Martinuskirchstraße 52 (Standort)                                           | 1911                                      | evangelisch           | neoromanische Kirche von Otto Bäppler; Baudenkmal |
|                    | Antoniuskirche                                    | Rödelheim Alexanderstraße 21 (Standort)                                                | 1892–1894                                 | katholisch            | neugotische Kirche; Baudenkmal |
|                    | Cyriakuskirche                                    | Rödelheim Auf der Insel 5 (Standort)                                                   | 1356–1362, 1463, 1951–1953, 1971          | evangelisch           | ehemals gotische Kapelle, wiederaufgebaut von Werner W. Neumann; Baudenkmal |
|                    | St. Anna                                          | Hausen Am Hohen Weg 19 (Standort)                                                      | 1968                                      | katholisch            | Architekten: Hermann Mäckler, Alois Giefer |
|                    | Hausener Kirche                                   | Hausen Alt Hausen 1 (Standort)                                                         | 1852                                      | evangelisch           | spätklassizistische Kirche des Bockenheimer Baumeisters Brandt; Baudenkmal |
|                    | St.-Nikolaus-Kirche                               | Hausen Am Industriehof 18 (Standort)                                                   | 1967                                      | orthodox              | Russisch-Orthodoxe Gemeinde |
|                    | Christ-König-Kirche                               | Praunheim Siedlung Praunheim, Damaschkeanger 158 (Standort)                            | 1930, 1956, 1975                          | katholisch            | moderner, kubischer Holzbau von Martin Weber, Umbau von Hermann Mäckler und Alois Giefer, Erweiterung von Hans Busch; Baudenkmal |
|                    | Auferstehungskirche                               | Praunheim Graebestraße 8 (Standort)                                                    | 1771–1772, 1958                           | evangelisch           | barocke unverputzte Saalkirche; Baudenkmal |
|                    | Wichernkirche                                     | Praunheim Pützerstraße 96 (Standort)                                                   | 1954–1957                                 | evangelisch           | Kirchsaal von Rudolf Letocha und William Rohrer |
|                    | Neuapostolische Kirche Frankfurt-Praunheim        | Praunheim Praunheimer Hohl 1 (Standort)                                                | 1937, 2004                                | neuapostolisch        | am gleichen Standort existierte eine Neuapostolische Kirche schon im Jahr 1937 |
|                    | Peter-und-Paul-Kirche                             | Heddernheim Oranienstraße 16 (Standort)                                                | 1892–1893                                 | katholisch            | dreischiffige neugotische Backsteinhallenkirche auf kreuzförmigem Grundriss mit dominantem Fassadenturm, Baudenkmal |
|                    | St.-Thomas-Kirche                                 | Heddernheim Heddernheimer Kirchstraße 2 (Standort)                                     | 1821, 1898, 1950                          | evangelisch           | neugotische Kirche von Joseph Dormann, wiederaufgebaut von Ernst Görcke; Baudenkmal |
|                    | St. Sebastian                                     | Heddernheim Nordweststadt, Ernst-Kahn-Straße 47 (Standort)                             | 1965–1966                                 | katholisch            | Architekt: Johannes Krahn; Baudenkmal |
|                    | Cantate-Domino-Kirche                             | Heddernheim Nordweststadt, Ernst-Kahn-Straße 14 (Standort)                             | 1966                                      | evangelisch           | moderne kubische Kirche von Walter Schwagenscheidt und Tassilo Sittmann; Baudenkmal |
|                    | Gustav-Adolf-Kirche                               | Niederursel Alt-Niederursel 30 (Standort)                                              | 1927–1928                                 | evangelisch           | moderner, oktogonaler Zentralbau mit Zeltdach von Martin Elsaesser; Baudenkmal |
|                    | St. Matthias                                      | Niederursel Nordweststadt, Thomas-Mann-Straße 2 (Standort)                             | 1963–1965                                 | katholisch            | Architekten: Hermann Mäckler und Alois Giefer, Baudenkmal |
|                    | Dietrich-Bonhoeffer-Kirche                        | Niederursel Nordweststadt, Thomas-Mann-Straße 10 (Standort)                            | 1966–1969                                 | evangelisch           | Betonkirche von Werner W. Neumann; Baudenkmal |
|                    | Nordweststadt Gemeindezentrum                     | Niederursel Nordweststadt, Gerhart-Hauptmann-Ring 398 (Standort)                       | 1969–1970, 2014                           | säkular               | ehemals evangelisches Gemeindezentrum mit Kirchenraum von Walter Schwagenscheidt und Tassilo Sittmann zum Nachbarschaftszentrum umgenutzt; Baudenkmal |
|                    | Sancta Familia                                    | Ginnheim Am Hochwehr 11 (Standort)                                                     | 1935, 1964                                | katholisch            | Architekten: Martin Weber (Ursprungsbau von 1935), Bernhard Weber (An- und Umbau von 1964) |
|                    | Alte Bethlehemkirche                              | Ginnheim Alt-Ginnheim 1 (Standort)                                                     | 1699–1700                                 | evangelisch           | barocke Saalkirche; Baudenkmal |
|                    | Bethlehemkirche                                   | Ginnheim Fuchshohl 1 (Standort)                                                        | 1971                                      | evangelisch           | sechseckige Zentralkirche auch als Gemeindesaal nutzbar von Klaus Peter Heinrici |
|                    | Dornbuschkirche                                   | Dornbusch Mierendorffstraße 5 (Standort)                                               | 1962, 2003–2005                           | evangelisch           | kubischer Bau von Ernst Görcke und Ludwig Müller, umgebaut und verkleinert von Meixner Schlüter Wendt |
|                    | Andreaskirche                                     | Dornbusch nahe Eschersheim Albert-Schweitzer-Siedlung, Kirchhainer Straße 2 (Standort) | 1956–1959                                 | evangelisch           | Architekt: Ernst Görcke; Baudenkmal |
|                    | Französisch-reformierte-Kirche                    | Dornbusch Eschersheimer Landstraße 393 (Standort)                                      | 1951                                      | evangelisch           | Neubau von Georg Scotti anstelle der kriegszerstörten Kirche am Goetheplatz |
|                    | Nazarenerkirche                                   | Dornbusch Hügelstraße 143 (Standort)                                                   | 1962                                      | freikirchlich         | Kirche des Nazareners Frankfurt, Architekt: H. Junker |
|                    | St. Josef                                         | Eschersheim Josephskirchstraße 7 (Standort)                                            | 1910–1914                                 | katholisch            | neoromanische Basilika von Hermann Mahr; Baudenkmal |
|                    | Emmauskirche                                      | Eschersheim Alt-Eschersheim 22 (Standort)                                              | 1752–1754                                 | evangelisch           | barocke Saalkirche mit gotischem Chor; Baudenkmal |
|                    | Neuapostolische Kirche Frankfurt-Eschersheim      | Eschersheim Willibrachtstraße 8 (Standort)                                             | 1961                                      | neuapostolisch        | Die NAK-interne Bezeichnung lautet: Gemeinde Frankfurt-Nord |
|                    | Herz-Jesu-Kirche                                  | Eckenheim Eckenheimer Landstraße 324 (Standort)                                        | 1895–1899, 1961                           | katholisch            | neugotischer, denkmalgeschützter Turm von Max Meckel mit modernem Kirchenanbau |
|                    | Nazarethkirche                                    | Eckenheim Eckenheimer Landstraße 332 (Standort)                                        | 1863                                      | evangelisch           | schlichte Saalkirche des Landbaumeisters Maurer zu Hanau; Baudenkmal |
|                    | Kirche Jesu Christi der Heiligen der letzten Tage | Eckenheim Eckenheimer Landstraße 262 (Standort)                                        | 1971–1977                                 | Mormonen              | Kirche Jesu Christi der Heiligen der letzten Tage Architekt: J.D. Pierce; |
|                    | Kreuzkirche                                       | Preungesheim Weinstraße 25 (Standort)                                                  | um 1100, 1210, 14. Jhd., 1716             | evangelisch           | romanischer Chorturm und Fenster, mittelalterliche Fresken; Baudenkmal |
|                    | St. Christophorus                                 | Preungesheim An den Drei Steinen 42 (Standort)                                         | 1962                                      | katholisch            | Architekt: H. Greiner |
|                    | Festeburgkirche                                   | Preungesheim An der Wolfsweide 58 (Standort)                                           | 1969                                      | evangelisch           | der Kirchenmusik gewidmeter Bau von Horst Römer und Helmut Baumgart; Baudenkmal |
|                    | Michaeliskirche                                   | Berkersheim Am Herrenhof 42 (Standort)                                                 | 1766                                      | evangelisch           | barocke Saalkirche in unverputztem Bruchstein, Baumeister: Berger Vikar Christ; Baudenkmal |
|                    | Allerheiligste-Dreifaltigkeitskirche              | Frankfurter Berg Homburger Landstraße 387 (Standort)                                   | 2005                                      | katholisch            | zeitgenössische Kirche der Architekten Kissler & Effgen |
|                    | Bethanienkirche                                   | Frankfurter Berg Wickenweg 60 (Standort)                                               | 1948                                      | evangelisch           | Notkirche von Otto Bartning; Baudenkmal |
|                    | St. Bonifatius                                    | Bonames Kalbacher Weg 7 (Standort)                                                     | 1966                                      | katholisch            | Architekt: R. Kämpf |
|                    | Bonifatiuskapelle                                 | Bonames Bonameser Hainstraße 25 (Standort)                                             | 1932                                      | katholisch            | moderner, oktogonaler Zentralbau von Martin Weber; Baudenkmal |
|                    | Pfarrkirche Bonames                               | Bonames Homburger Landstraße 624 (Standort)                                            | 1477, 1642–1661                           | evangelisch           | spätgotische Kirche von Arnolt Holtzhusen und Henne Wisse, barock umgebaut; Baudenkmal |
|                    | St. Laurentius                                    | Kalbach Kalbacher Hauptstraße (Standort)                                               | 1732                                      | katholisch            | barocke Saalkirche, Baumeister: C. und J. Fritz; Baudenkmal |
|                    | Kirchsaal Crutzenhof                              | Kalbach An der Grünhohl 9 (Standort)                                                   | 1994                                      | evangelisch           | Kirchen- und Gemeindesaal nach Entwurf von Udo Nieper der Miriamgemeinde |
|                    | Riedbergkirche                                    | Riedberg Riedbergallee 61 (Standort)                                                   | 2011                                      | evangelisch           | zeitgenössisches Kirchenhaus von Jurij Martinoff |
|                    | St. Edith Stein                                   | Riedberg Zur Kalbacher Höhe 56 (Standort)                                              | 2016                                      | katholisch            | zeitgenössischer Kirchsaal der Architekten Atelier 5; Pfarrei Sankt Katharina von Siena |
|                    | St. Jakobus                                       | Harheim Philipp-Schnell-Straße 55 (Standort)                                           | 1932–1933                                 | katholisch            | Architekt: Jan Hubert Pinand; Baudenkmal |
|                    | Friedenskirche                                    | Harheim Am Wetterhahn 1 (Standort)                                                     | 1965                                      | evangelisch           | Kirche auf quadratischem Grundriss von Karl Wimmenauer; Baudenkmal |
|                    | Pfarrkirche Nieder-Eschbach                       | Nieder-Eschbach Deuil-La-Barre-Straße 74 (Standort)                                    | 1617–1618, 1765–1766, 1965–1966           | evangelisch           | Baumeister: Konrad Rossbach und Christian Ludwig Hermann; Baudenkmal |
|                    | St. Stephanus                                     | Nieder-Eschbach Deuil-La-Barre-Straße 2 (Standort)                                     | 1967                                      | katholisch            | Architekt: J. van Aaken |
|                    | Kirchsaal Am Bügel                                | Nieder-Eschbach Ben-Gurion-Ring 39 (Standort)                                          | 1984                                      | evangelisch           | Nachbarschaftszentrum mit Kirchsaal von Klaus Andreas Matz |
|                    | St. Lioba                                         | Nieder-Eschbach Am Bügel, Ben-Gurion-Ring 16 (Standort)                                | 1989                                      | katholisch            | |
|                    | Gut-Hirten-Kirche                                 | Nieder-Erlenbach Im Sauern 6 (Standort)                                                | 2000                                      | katholisch            | zeitgenössischer Bau von Günter Pfeifer |
|                    | Nieder-Erlenbacher Kirche                         | Nieder-Erlenbach Zur Charlottenburg 1 (Standort)                                       | mittelalterlich, 1637, 1715               | evangelisch           | mittelalterliches Langhaus barock umgestaltet; Baudenkmal |
|                    | Maria-Rosenkranzkirche                            | Seckbach An der Rosenkranzkirche (Standort)                                            | 1953                                      | katholisch            | Architekten: C. Rummel, H. Hovartin |
|                    | Marienkirche                                      | Seckbach Wilhelmshöher Straße 133 (Standort)                                           | 1708–1710, 1952                           | evangelisch           | barocke Saalkirche nach Kriegszerstörung durch Kirchenbauabteilung wiederaufgebaut; Baudenkmal |
|                    | Hufelandhaus-Kapelle                              | Seckbach Wilhelmshöher Straße 34 (Standort)                                            | 1964                                      | evangelisch           | Kapelle des diakonischen Hufelandhauses von T. Rocholl |
|                    | Berger Kirche                                     | Bergen-Enkheim Am Königshof (Standort)                                                 | 1684, 1741–1743                           | evangelisch           | barocke Saalkirche; Baudenkmal |
|                    | St. Nikolaus                                      | Bergen-Enkheim Nordring 71 (Standort)                                                  | 1966–1967                                 | katholisch            | Architekt: E. Weber |
|                    | Nikolauskapelle                                   | Bergen-Enkheim Am Königshof (Standort)                                                 | 1524                                      | säkular               | spätgotische Saalkirche mit dreijochigem Rippengewölbe; kulturell genutzt; Baudenkmal |
|                    | Heilig-Kreuz-Kirche                               | Bergen-Enkheim Barbarossastraße 61 (Standort)                                          | 1972                                      | katholisch            | pyramidenförmige Kirche von E. Weber |
|                    | Laurentiuskirche                                  | Bergen-Enkheim Laurentiusstraße (Standort)                                             | 1717–1719                                 | evangelisch           | barocke Saalkirche; Baudenkmal |
|                    | Heilig-Geist-Kirche                               | Riederwald Schäfflestraße 17 (Standort)                                                | 1930–1931                                 | katholisch            | moderner Rechteckbau in Stahlbetonbauweise von Martin Weber; Baudenkmal |
|                    | Philippuskirche                                   | Riederwald Raiffeisenstraße 70 (Standort)                                              | 1962–1963                                 | evangelisch           | Hallenkirche von Werner W. Neumann |
|                    | Herz-Jesu-Kirche                                  | Fechenheim Alt-Fechenheim 52 (Standort)                                                | 1896                                      | katholisch            | neugotische zweischiffige Hallenkirche von Max Meckel; Baudenkmal |
|                    | Melanchthonkirche                                 | Fechenheim Pfortenstraße 4 (Standort)                                                  | 1771–1772, 1928–1930, 1961                | evangelisch           | barocke Saalkirche; Baudenkmal |
|                    | Kirchsaal St. Hildegard                           | Fechenheim Cassellastraße 2 (Standort)                                                 | 1972, 2012–2013                           | säkular               | ehemals katholisches Gemeindezentrum mit Kirchensaal nach Entwurf von Walter Nicol; zum Kindergarten umgebaut |
|                    | Glaubenskirche                                    | Fechenheim Fuldaer Straße 20 (Standort)                                                | 1957, 1996–1997                           | evangelisch           | Umbau von Michael von Törne |
|                    | Evangelische Kirche Sossenheim                    | Sossenheim Siegener Straße 17 (Standort)                                               | 1898                                      | evangelisch           | neugotische Saalkirche mit niedrigem Seitenschiff von Ludwig Hofmann; Baudenkmal |
|                    | St. Michael                                       | Sossenheim Michaelstraße 6 (Standort)                                                  | um 1300, 1926, 1967                       | katholisch            | gotischer Chorturm durch Kirchenneubau von Hans Busch ergänzt; Baudenkmal |
|                    | Nothelferkapelle                                  | Sossenheim Kurmainzer Straße 190 (Standort)                                            | 1755, 1883                                | katholisch            | neugotische Flurkapelle; Baudenkmal |
|                    | Segenskirche                                      | Griesheim Alte Falterstraße 6 (Standort)                                               | 1865                                      | evangelisch           | neoromanische Hallenkirche von Heinrich Burnitz; Baudenkmal |
|                    | Maria-Himmelfahrt-Kirche                          | Griesheim Linkstraße 64 (Standort)                                                     | 1895–1897                                 | katholisch            | neugotische Basilika, Turm war ursprünglich unter Spitzhelm, Baudenkmal |
|                    | Pfingstkirche                                     | Griesheim Jägerallee 28 (Standort)                                                     | 1954                                      | evangelisch           | als Gemeindesaal von Ernst Görcke konzipiert, 1966 zur Kirche ‚umgenutzt’ |
|                    | St. Hedwig                                        | Griesheim Elsterstraße 18 (Standort)                                                   | 1955                                      | katholisch            | Architekt: H. Greiner |
|                    | Königreichssaal Frankfurt                         | Griesheim Ahornstraße 78 (Standort)                                                    | 1996                                      | Zeugen Jehovas        | |
|                    | Christuskirche                                    | Nied Alt-Nied 10 (Standort)                                                            | 1828, 1908                                | evangelisch           | klassizistische Simultankirche, durch Ludwig Hoffmann ‚evangelisch’ umgestaltet; Baudenkmal |
|                    | Kirchsaal Dreifaltigkeit                          | Nied Eisenbahnersiedlung, Oeserstraße 126 (Standort)                                   | 1933, 1976                                | katholisch            | Gemeindezentrum mit Kirchsaal |
|                    | Apostelkirche                                     | Nied Eisenbahnersiedlung, Heusingerstraße 1 (Standort)                                 | 1933                                      | evangelisch           | schlichte Kirche von Regierungsbaumeister Waltenberg |
|                    | St. Markus                                        | Nied Nieder Kirchweg 12 (Standort)                                                     | 1905–1907                                 | katholisch            | neuromanische dreischiffige Pfeilerbasilika von Hans Rummel, Baudenkmal |
|                    | Ruferkirche                                       | Höchst Zuckschwerdtstraße 42 (Standort)                                                | 1976                                      | evangelisch           | Architekt: D. Möller; evangelisch-methodistische Gemeinde |
|                    | Baptistenkirche Frankfurt-Höchst                  | Höchst Bolongarostraße 110 (Standort)                                                  | 1991                                      | freikirchlich         | Evangelisch-Freikirchliche Gemeinde Frankfurt-Höchst, Mitglied im Bund Evangelisch-Freikirchlicher Gemeinden |
|                    | Neuapostolische Kirche Frankfurt-Höchst           | Höchst Gebeschusstraße 26 (Standort)                                                   | 1955                                      | neuapostolisch        | Neueinweihung nach umfangreichen Umbaumaßnahmen am 6. Januar 2019 |
|                    | Stephanuskirche                                   | Unterliederbach Liederbacher Straße 38 (Standort)                                      | 1964                                      | evangelisch           | Betonbau mit Buntglasfenstern auf trapezförmigem Grundriss von Ernst Görcke |
|                    | St. Johannes                                      | Unterliederbach Königsteiner Straße 96 (Standort)                                      | 1896, 1962                                | katholisch            | Architekt: P. Johannbroer |
|                    | Dorfkirche Unterliederbach                        | Unterliederbach Heugasse 1 (Standort)                                                  | 12. Jhd., 1716                            | evangelisch           | barocke Saalkirche von Daniel Keyser; Baudenkmal |
|                    | Zeilsheimer Kirche                                | Zeilsheim Siedlung Kolonie, Frankenthaler Weg 33 (Standort)                            | 1912                                      | evangelisch           | Kirchenbau des Historismus und Jugendstil von Alfred Günther |
|                    | St. Bartholomäus                                  | Zeilsheim Alt-Zeilsheim 17 (Standort)                                                  | 1817–1818, 1932                           | katholisch            | klassizistische Saalkirche von Johann Christian Zais, Anbau von Martin Weber; Baudenkmal |
|                    | Kirchsaal Zeilsheim                               | Zeilsheim Pfaffenwiese 111 (Standort)                                                  | 2011                                      | evangelisch           | zeitgenössisches Gemeindezentrum mit Kirchsaal von netzwerkarchitekten als Ersatz für die veräußerte Heimatkirche |
|                    | Heimatkirche                                      | Zeilsheim Siedlung Taunusblick, Rombergstraße 63 (Standort)                            | 1964                                      | freikirchlich         | Hallenkirche von Hans Bartholmes; genutzt von der rumänischen Elim-Gemeinde |
|                    | Michaelskapelle                                   | Zeilsheim Pfaffenwiese 2 (Standort)                                                    | 1736                                      | katholisch            | barocke Kapelle |
|                    | Evangelische Kirche Sindlingen                    | Sindlingen Gustavsallee 17 (Standort)                                                  | 1907                                      | evangelisch           | neugotischer Bau von Alfred Günther |
|                    | St. Dionysius                                     | Sindlingen Huthmacherstraße 17 (Standort)                                              | 1823–1827                                 | katholisch            | klassizistische, dreischiffige Kirche von Carl Florian Goetz; Baudenkmal |
|                    | Kirchsaal Arche                                   | Sindlingen Hugo-Kallenbach-Straße 59 (Standort)                                        | 1968–1973, 2013                           | säkular               | Gemeindezentrum mit Kirchsaal von Günter Bock zur Kindertagesstätte umgenutzt; Baudenkmal |
|                    | Kirchsaal St. Kilian                              | Sindlingen Albert-Blank-Straße 2 (Standort)                                            | 1963                                      | katholisch            | Gemeindezentrum mit Kirchsaal der St.-Kilians-Gemeinde |

### Liste abgegangener Kirchengebäude
| Abbildung | Kirchenname                                                  | Stadtteil, Straße | Bauzeit             | Abgang                                                   | Bemerkung |
| --------- | ------------------------------------------------------------ | --- | ------------------- | -------------------------------------------------------- | --- |
|           | Antoniterkirche                                              | Altstadt Töngesgasse | 1236, 1723 erneuert | 1803 niedergelegt                                        | |
|           | Spitalkirche des Hospitals zum Heiligen Geist                | Altstadt Saalgasse | vor 1288            | 1840 niedergelegt                                        | |
|           | Johanniterkirche                                             | Altstadt Fahrgasse / Schnurgasse | vor 1342            | 1874 niedergelegt                                        | 1801 profaniert |
|           | Deutsch-reformierte Kirche                                   | Altstadt Kornmarkt | 1789–1793           | 1944 zerstört                                            | |
|           | Weißfrauenkirche                                             | Altstadt Weißfrauenstraße |                     | 1944 zerstört                                            | |
|           | Allerheiligenkapelle                                         | Innenstadt (Neustadt) Allerheiligentor |                     | 1730 niedergelegt                                        | |
|           | Alte Peterskirche                                            | Innenstadt (Neustadt) Alte Gasse / Schäfergasse | ab 1452             | 1895 niedergelegt                                        | |
|           | Französisch-reformierte Kirche                               | Innenstadt (Neustadt) Goetheplatz | 1789–1792           | 1944 zerstört                                            | |
|           | Friedens-Wanderkirche                                        | Bahnhofsviertel Niddastraße | 1896                | 1905 abgebaut                                            | neugotische Holzkirche |
|           | Elisabethkapelle                                             | Sachsenhausen Brückenstraße | nach 1270           | 1809 niedergelegt                                        | |
|           | St. Raphael                                                  | Bockenheim Industriehof, Ludwig-Landmann-Straße 365 (Standort)                                                                                      | 1954, 1979          | 2021 niedergelegt                                        | Katholische Kirche nach Plänen des Architekten Hans Busch |
|           | Marienkrankenhaus-Kapelle                                    | Nordend Richard-Wagner-Straße 14 (Standort) | 1873, 1948, 1970    | 2017 niedergelegt                                        | Krankenhauskapelle von Rudolf Schwarz mit Karl Wimmenauer |
|           | Englische Kirche Victoria Memorial dedicated to St. Boniface | Westend Kronberger Straße | 1907                | 1944 zerstört                                            | erbaut von C. W. English unter Leitung von William Heerlein Lindley; nach dem Krieg übernahm die deutsch-reformierte Gemeinde das Grundstück und errichtete hier ihre Kirche |
|           | Heilandskirche                                               | Bornheim Saalburgallee / Andreasstraße | 1955                | 2005 niedergelegt                                        | |
|           | Kapelle „in Ehre unser lieben Frau und St. Mauritius“        | In Schwanheim an Stelle der heutigen St.-Mauritius-Kirche Zwischen Höchster Weg und Main gelegen                                                    | 1410 erwähnt        | 1816–1827                                                | spätgotische Kapelle, zwischen 1557 und 1562 zur Pfarrkirche erhoben, umgebender Friedhof bis 1898 |
|           | Hauskapelle in der Villa Waldfried                           | Waldspitze Schwanheim südlich von Niederrad im Schwanheimer Wald gelegen                                                                            | 1898                | 1944                                                     | Hauskapelle in der Villa des Industriellen Carl von Weinberg; Teile der Glasfenster von Lina von Schauroth wurden in die Frankfurter Alte Nikolaikirche überführt; das Dreinagelkruzifix hängt heute in neuer Balkenfassung als Chorkreuz in „Mutter vom Guten Rat“ in Niederrad. |
|           | Kapelle St. Johannes der Täufer                              | Hofgut Goldstein in der Wasserburg des Hofgut Goldstein                                                                                             | 1382 erwähnt        | 1845 niedergelegt                                        | spätgotische Kapelle |
|           | Kapellchen „Der schmerzhaften Muttergottes“ geweiht          | in Schwanheim gegenüber dem Alten Friedhof Am Höchster Weg                                                                                          | 1882                | 1962 niedergelegt wegen Straßenbau (Schwanheimer Brücke) | neugotische Kapelle |
|           | Evangelische Kapelle                                         | in Schwanheim ursprünglich Frankfurter Straße / Ecke Baronessenstraße, nach Straßenumbenennung 1928 Martinskirchstraße / Ecke Wilhelm-Kobelt-Straße | 1885                | 1963 niedergelegt                                        | neugotische Kapelle, nach Neubau der Martinuskirche 1911 Nutzung als Kindergarten, wegen Neubau Gemeindezentrum niedergelegt |
|           | St. Martin im Feld „Mertenskerch“                            | im Schwanheimer Unterfeld gegenüber von Sindlingen heute Industriegelände der Infraserv                                                             | 880 erwähnt         | 1686 niedergelegt                                        | karolingische „Kirche zu Schwanheim“; 1557 aufgegeben; der Überlieferung nach hat der hl. Kilian um 680 an dieser Stelle gepredigt und gerastet |
|           | St. Johannes                                                 | Schwanheim Goldstein, Am Wiesenhof 76 (Standort) | 1961                | 2017 niedergelegt                                        | katholische Kirche von Hans Busch |
|           | Kirchberger Kirche                                           | Seckbach Wilhelmshöher Straße / Wallfahrtsweg |                     | 1757 niedergelegt                                        | spätgotische Hallenkirche |
|           | Kirchsaal der Regenbogengemeinde                             | Sossenheim Schaumburger Straße | 1967                | 2012 niedergelegt                                        | Gemeindezentrum mit Kirchsaal |
|           | Bethel Baptist Church                                        | Berkersheim Am Dachsberg 92 (Standort) | 1958–1962           | 2020 niedergelegt                                        | Kirchenhaus von Herbert Lee Stout und W. Lippert |

## Judentum
- Börneplatzsynagoge, im Novemberpogrom 1938 zerstört
- Synagoge Friedberger Anlage, im Novemberpogrom 1938 zerstört, abgetragen und Grundstück mit Hochbunker überbaut.

- Hauptsynagoge, im Novemberpogrom 1938 zerstört, Ruine 1939 abgerissen

- Synagoge Rödelheim, im Novemberpogrom 1938 beschädigt, nach dem Zweiten Weltkrieg abgerissen
- Westend-Synagoge, größte Synagoge in Frankfurt

- Synagoge Baumweg, wird liturgisch genutzt
- Synagoge Bornheimer Landwehr, Neubau im jüdischen Altersheim 1977
- Synagoge der Henry und Emma Budge-Stiftung, Neubau in Altersheim 2003
- Synagoge in der Schützenstraße, aufgegeben 1882, Vorgängerbau der Börneplatzsynagoge
- Synagoge Bergen-Enkheim, im Novemberpogrom 1938 zerstört
- Synagoge Bockenheim, im Novemberpogrom 1938 zerstört
- Synagoge Heddernheim, im Novemberpogrom 1938 zerstört
- Synagoge Höchst, Gebäude erhalten
- Synagoge Niederursel, um 1880 aufgegeben

## Islam
- Nuur-Moschee, Babenhäuser Landstraße
- Mevlana-Moschee, Zuckschwerdtstraße